# Петрівка (Червенський район)
Петрівка (біл. вёска Пятроўка) — село в складі Червенського району Мінської області, Білорусь. Село підпорядковане Лядівській сільській раді, розташоване в центральній частині області.